# コルネリア・ヴァシリー
コルネリア・ヴァシリー（Cornelia Vasile)は、ルーマニアのヴァイオリニスト。
HMVのサイトに記載されている輸入元情報によれば、イヴリー・ギトリスに「ミルシテインとシェリングが一緒になっても、彼女に敵わない」と絶賛されたという。レコードは、Discogsの記載によれば、1970年にドイツ・グラモフォンから発売されたデビュー・レコードと、ルーマニアのエレクトレコードから出されたニコロ・パガニーニのカプリース集があり、2024年には未発表と思われる音源がライン・クラシックスから販売された。